# Godless Wicked Creeps
Godless Wicked Creeps - датский музыкальный коллектив, созданный в 1993 году. Группу отличают неповторимый энергичный звук и «дикие» выступления, благодаря чему она имеет репутацию одной из наиболее «классических» сайкобилли-команд.

## История
Группа Godless Wicked Creeps была основана в 1993 году. В её состав входили Томас Майер (Thomas Mejer) - вокал и гитара, Мартин Бадде (Martin Budde) - барабаны и Ким Кикс (Kim Kix) - контрабас. Через год демозапись на 6 треков была разослана нескольким музыкальным журналам и лейблам. Интерес проявила студия Crazy Love Records, выпустившая часть песен Godless Wicked Creeps вместе с тремя другими группами на 7-дюймовом виниле.
Затем в 1994 году на этом же лейбле вышел первый альбом группы, получивший название Victim Of Science, ставший при том первым CD, выпущенным студией Crazy Love Records. В мае 1998 года он был переиздан на виниле, и еще раз на CD – в 2000 году.
Victim Of Science сразу получил хорошие отзывы, и Godless Wicked Creeps отправились в тур по Европе. Работа над вторым альбомом, Hellcoholic, началась уже через год. В 1996 году состоялся новый европейский тур, в рамках которого группа играла на фестивалях с многотысячной аудиторией. Третий альбом, Hystereo, вышел в 1997 году, а в географию гастролей добавились США.
В марте 1998 года Томас уходит из группы, а Ким и Мартин решают увеличить состав до четырех человек. Новый гитарист Николай (сценический псевдоним Nik The Kid) был приглашен Мартином из его другой группы, The Defectors, где Мартин играл на органе. Новый вокалист Godless Wicked Creeps Ларс Грип (Lars Grip) – участник параллельного проекта Кима, группы Lez Boomerang, а также его брат.
После полугодовых репетиций новым составом группа отправляется в тур, в том числе в США и Канаду.
Четвертый альбом Godless Wicked Creeps, Smile, выпущен лейблом Lucky Seven Records в августе 2001 года. После европейского тура, весной 2002 года, группа распалась, а участники занялись своими проектами. Ким, в частности, играл в составе Siberian Mad Dogs вместе с музыкантом из легендарной российской неорокабилли-группы Swindlers Алексом Рябоконём. Бывший гитарист Godless Wicked Creeps Томас Майер основал группу Johnny Nightmare, наиболее близко воссоздавшую наследие оригинального коллектива.

## Дискография
- 1994: Victim Of Science
- 1995: Hellcoholic
- 1997: Hystereo
- 2001: Smile